# Сисси (фильм)
«Сисси» (нем. Sissi) — художественный кинофильм режиссёра Эрнста Маришки, снятый в 1955 году.
Фильм представляет собой вольную интерпретацию романтических отношений юной принцессы Сисси и императора Австрии Франца Иосифа. Первый из трилогии, посвящённой принцессе Елизавете Баварской (Сисси). После успеха первого фильма было снято ещё два — «Сисси — молодая императрица» и «Сисси. Трудные годы императрицы». До этой роли Роми Шнайдер уже играла другую монаршую особу, юную королеву Викторию в фильме Эрнста Маришки «Молодые годы королевы», а позднее вновь вернулась к образу Елизаветы Баварской в знаменитом фильме Лукино Висконти «Людвиг».

## Сюжет
Действие фильма происходит в 1853 году в Баварии и Австрии. Принцесса Елизавета, которую в семье называют Сисси, — вторая дочь герцога Макса Баварского и герцогини Людовики. Вместе с семью братьями и сёстрами Сисси воспитывалась в родительском дворце Поссенхофен на Штарнбергском озере и не знала сословных предрассудков. У девушки было счастливое детство, она много времени проводила на природе.
Вместе с матерью и старшей сестрой Еленой 16-летняя Сисси отправляется в австрийский Бад-Ишль на празднование дня рождения австрийского императора Франца Иосифа. Его мать эрцгерцогиня София, родная сестра матери Сисси, планирует женить своего сына на Елене и для этого приглашает её с матерью в свою летнюю резиденцию. Мать Сисси решает взять с собой и младшую дочь, чтобы завуалировать истинную причину их визита в Австрию. Сисси не подозревает о предстоящих событиях. Поскольку ей отказано в участии в светских мероприятиях из-за её порывистости и непосредственности, она проводит время в Бад-Ишле за рыбной ловлей.
На рыбалке Сисси случайно знакомится с прибывшим в Бад-Ишль императором, который не узнает в привлекательной девушке свою кузину Сисси, с которой уже виделся в Инсбруке. Очарованный незнакомкой, император приглашает Сисси вечером на охоту. На этом свидании Сисси узнает о предстоящей свадьбе Франца Иосифа и её старшей сестры. Франц Иосиф, влюбившись в Сисси, признаётся ей в том, что завидует тому счастливчику, которому она достанется в жёны. Смущённая таким признанием в любви и верная своей сестре, Сисси убегает от Франца Иосифа, хотя сама также влюбляется. Вернувшись в летнюю резиденцию, Сисси узнаёт, что помолвка Елены и Франца Иосифа должна состояться вечером, в день рождения австрийского императора, и Сисси будет присутствовать на балу в честь Франца Иосифа.
Во время праздника Франц Иосиф признаётся в своих чувствах к Сисси и просит её руки. Чтобы не обидеть сестру, Сисси отказывается. Ко всеобщему удивлению, игнорируя противостояние матери и сопротивление Сисси, Франц Иосиф объявляет о помолвке с Сисси. Расстроенная Елена покидает бал.
Вернувшись в родной Поссенхофен, Сисси готовится к свадьбе, но не может по-настоящему радоваться, потому что её сестра Елена в обиде покинула родительский дом. Незадолго до свадьбы Сисси Елена появляется в Поссенхофене со своим новым поклонником, принцем Максимилианом Антоном Турн-и-Таксисом, и в душе Сисси наконец-то наступает спокойствие. На свадебное торжество в Вену Сисси отправляется по Дунаю на пароходе «Франц Иосиф». В финале фильма Франц Иосиф и Елизавета женятся ко всеобщей радости.

## В ролях
- Роми Шнайдер — Елизавета Баварская (Сисси)
- Карлхайнц Бём — император Франц Иосиф I
- Магда Шнайдер — герцогиня Людовика Баварская
- Ута Франц — Елена (Нене)
- Густав Кнут — герцог Макс Баварский
- Вильма Дегишер —эрцгерцогиня София
- Отто Треслер — маршал Радецкий
- Йозеф Майнрад — майор жандармерии Бокл